# Pett
Pett är en ort och civil parish i Storbritannien.   Den ligger i grevskapet East Sussex och riksdelen England, i den sydöstra delen av landet, 90 km sydost om huvudstaden London. Pett ligger 50 meter över havet och antalet invånare är 781.
Terrängen runt Pett är platt. Havet är nära Pett åt sydost.  Närmaste större samhälle är Hastings, 7,7 km sydväst om Pett. 